# Goldbach (Mangfall)
Der Goldbach ist ein Bach im oberbayerischen Mangfalltal von 13 km Länge, der bei Bad Aibling im Landkreis Rosenheim in Bayern von rechts in die Mangfall mündet. Er wird auf Karten auch Mühlbach genannt.

## Verlauf
Der Goldbach beginnt am Waldanstieg südlich des Pfarrdorfes Vagen der Gemeinde Feldkirchen-Westerham als höhenliniengleicher Graben in kurzem Westlauf, tritt dann nördlich aus dem Wald in den Ort ein und kehrt sich darin auf ungefähr östlichen Verlauf, den er bis zur Mündung beibehält. Er läuft ab nun in der weiten rechten Talaue des Mangfalltales.
Dann tritt er in die Gemarkung von Markt Bruckmühl über und durchläuft nacheinander dessen kleinere Ortschaften Mittenkirchen, Wiechs, Thalham, Waith, Winden und Ried. Am Eintritt ins Pfarrdorf Götting hat er sich seinem Vorfluter Mangfall bis auf 50 Meter genähert, er entfernt sich auf seinem schlängelnden Lauf nunmehr höchstens noch einen halben Kilometer von ihm.
Unterhalb wechselt er aufs Gebiet der Stadt Bad Aibling, passiert das Dorf Westerham in dessen Norden und durchläuft dann die zusammengewachsenen Dörfer Mitterham und Willing. Unterhalb beginnt rechts des Flusslaufes der Mangfall die bewaldete Willinger Au, an deren Beginn der Goldbach eine erste Mündung in die Mangfall gegenüber der Aiblinger Kranzhornstraße hat. Ein auch als Flurbach bezeichneter Unterlauf folgt weitere 1,3 km dem Südrand der Willinger Au (auf dem Gebiet der Stadt Kolbermoor) und mündet dann erst ca. 1,3 km abwärts von rechts in die Mangfall, wenige Schritte vor dem Zulauf der Glonn von der anderen Seite und der Mangfallbrücke der Rosenheimer Straße.

## Zuflüsse
Der einzige größere Zufluss ist der 7,7 km lange, bei Willing von rechts und Südwesten zulaufende Feldbach, der mitsamt seinem Bergoberlauf Aufhammergraben und 9,5 km² Einzugsgebiet etwa genauso viel Entwässerungsfläche beibringt wie der Goldbach-Oberlauf selbst. Zwei andere Bäche von den Berghöhen rechts des Mangfalltales zuvor – der Hainerbach in Mittenkirchen und der Kropfbach zwischen Linden und Ried –  münden nicht in den Goldbach, sondern queren ihn zur Mangfall hin.

## Geschichtliches
Der Goldbach trug früher den Namen Mühlbach. Bereits damals hatten die anliegenden Gewerbebetriebe Vagens einen erheblichen Nutzen aus dem Bach ziehen können; er trieb alle in Vagen liegenden fünf Mühlen an und versorgte auch eine Huf- und Hammerschmiede. Vom damaligen Hofmarksherrn und Schlossbesitzer in Vagen, Franz Anton Vogt, wurden die Quellen Mitte des 18. Jahrhunderts gefasst und dem Goldbach damit sein heutiges begradigtes Bett gegeben.

## Sonstiges
Die derzeitigen Abschnittspächter des Bachlaufs setzen jedes Jahr neue Fische in das Gewässer und pflegen auch die nähere Umgebung. An den Goldbachquellen ist ein Lehrpfad angelegt worden, der über die einheimischen Vögel informiert.